# Castilla-Hermida
Castilla-Hermida es un barrio de la ciudad de Santander (Cantabria). Situado en la parte Sur de la ciudad, es uno de los barrios más poblados de la capital, contando con entre 35.000 y 50.000 habitantes.

## Nombre

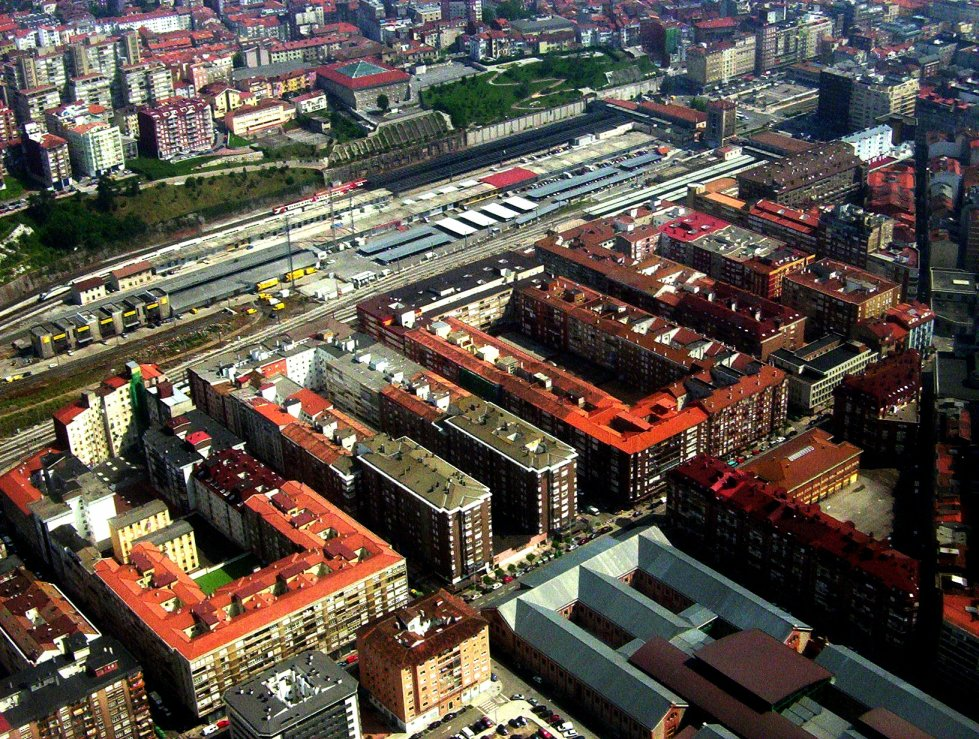
Vista aérea parcial del barrio Castilla-Hermida: en la esquina inferior derecha se aprecia el Archivo Histórico de Cantabria (Tabacalera); desde la izquierda hasta la esquina superior derecha se ven las vías del ferrocarril que cierran el barrio por el Norte

El nombre del barrio proviene de las dos principales arterias del barrio, la calle Castilla al Norte y la calle Marqués de la Hermida al Sur. Estas dos calles recorren el barrio en toda su longitud, con dirección este-oeste.

## Localización
El barrio de Castilla-Hermida se halla situado en la parte Sur de la capital cántabra, sobre terrenos ganados al mar. Su límite lo marcan las vías de ferrocarril de FEVE y RENFE por el Norte; la rotonda de La Marga o de la S-10 y la calle del Concejo por el Oeste; el puerto pesquero, el Barrio Pesquero y la Bahía de Santander por el Sur; y la intersección de la calle Castilla con Antonio López al Este.

## Historia
El terreno donde se asienta el barrio son unos rellenos de la Bahía de Santander llevados a cabo entre 1837 y 1883. Los arenales que aquí existían, en dirección a las marismas de Alday, fueron cubriéndose con tierras y escombros. La zona era conocida como Los Arenales o Los Arenales de Maliaño y en ella también depositaban las dragas de la Junta de Obras del Puerto las arenas del fondo de la bahía. Aquí se ubicó un campo de fútbol, donde actuó entre otros el Eclipse, llegando a disputar el Real Madrid una eliminatoria del Campeonato de España de fútbol en dicho campo en 1931.
Con el paso del tiempo se empezó a construir en la zona, primero la llamada Nueva Población de Maliaño (1885), y con posterioridad las viviendas que forman el barrio en la actualidad, llegando a ser uno de los distritos con más población en Santander.

## Últimas construcciones
Actualmente el barrio se encuentra en una serie de reformas para mejorar la comunicación, crear espacios verdes, carriles bicis etc.
- Calle Castilla

En la calle se construye actualmente un paseo que comunique la calle Alta con el barrio con zonas verdes, ascensores panorámicos y también se estudia la reordenacion del ferrocarril con un posible soterramiento para crear miles de metros cuadrados de zonas verdes y nuevas viviendas
- Marqués de la Hermida

Un nuevo paseo marítimo con zonas verdes y espacios públicos.

## Puntos de interés

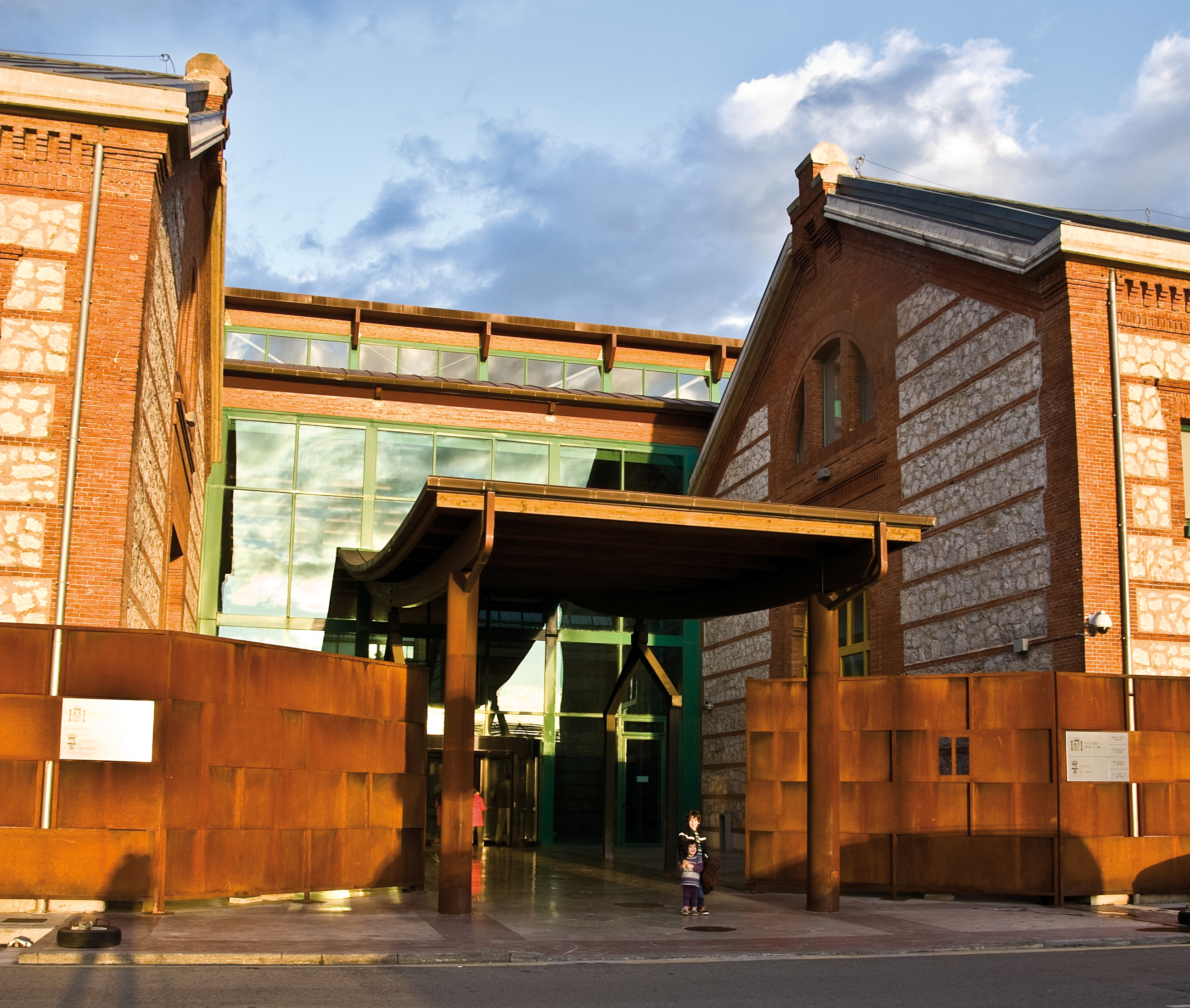
Puerta de acceso al Archivo Histórico Provincial de Cantabria (Tabacalera)

- Archivo Histórico Provincial de Cantabria y Biblioteca Central de Cantabria: situadas en los antiguos almacenes de Tabacalera, entre las calles Ruiz de Alda, Marqués de la Hermida, Ruiz Zorrilla y Antonio López. La edificación, del año 1900, es de estilo neomudéjar. Anteriormente a su uso como archivo y biblioteca, el edificio fue almacén y prisión.
- Lonja de Santander: localizada en el extremo Suroeste del barrio. Construida hace escasos años, sustituye a la anterior lonja (1952-2006)[1] situada en calle Marqués de la Hermida.
- Parque de La Marga: situado en el extremo occidental, es el único parque verde del barrio. Está situado en los terrenos de una antigua fábrica maderera, La Marga.

## Instalaciones culturales y deportivas
Para el gran número de habitantes que posee el barrio, éste sufre una falta de este tipo de instalaciones, pues no hay polideportivo ni piscina climatizada municipal. Como instalaciones deportivas se pueden citar la bolera de La Marga (Peña Bolística Castilla-Hermida), dedicada al bolo palma; las pistas provisionales de futbito y baloncesto ubicadas donde se situaba la vieja Lonja; las pistas de futbito y baloncesto del colegio José Arce Bodega; y las instalaciones deportivas del instituto Alberto Pico y de la escuela deportiva Orlando. Las instalaciones culturales principales son el Archivo Histórico y la Biblioteca Central de Cantabria. Se está construyendo un "Centro Cívico y Cultural".
Se ha realizado una reforma del paseo marítimo de la calle Marqués de la Hermida dejando más plazas de aparcamientos, zonas verdes y el futuro carril bici de la ciudad de Santander.

## Instituciones de enseñanza
- Instituto de Secundaria Alberto Pico: situado en la calle Castilla, junto al parque de La Marga. Es el único instituto de secundaria del barrio.
- Colegio Público José Arce Bodega: ubicado entre las calles Marqués de la Hermida y Leopoldo Pardo.